# Список острівних країн

Острівні держави та їх коди: зеленим позначені сухопутні кордони, синім — не мають таких (не позначені Турецька Республіка Північного Кіпру, Острови Кука та Ніуе)

Острівна держава — держава, розташована на одному або декількох острівах і не пов'язана жодним своїм регіоном із материком. Острівні держави протиставляються прибережним державам чи державам, що не мають виходу до моря.
На 2010 рік існує 50 острівних держав, у тому числі дві частково визнані (Республіка Китай та Турецька Республіка Північного Кіпру) і 5 що перебувають у вільній асоціації з іншою державою (Острови Кука і Ніуе — з Новою Зеландією, Федеративні Штати Мікронезії, Маршалові Острови і Палау) — зі США). Із них 46, крім Китайської Республіки (Тайвань), Республіки Північного Кіпру, Турецької Республіки Північного Кіпру, Островів Кука і Ніуе — є членами ООН.
Також існує держава Австралія, яка перебуває на окремому континенті і тим самим має деякі риси острівних держав, зокрема, відсутність сухопутних кордонів з іншими країнами.
Це список острівних країн та країн, що розташовуються на островах або архіпелагах.

## Список острівних держав
| Назва                        | Географічна конфігурація                      | Географічне положення        | Чисельність населення | Площа (км²) | Щільність населення (чол/км²) | Географічне положення                     |
| ---------------------------- | --------------------------------------------- | ---------------------------- | --------------------- | ----------- | ----------------------------- | ----------------------------------------- |
| Антигуа і Барбуда            | два основних острова                          | шельфове                     | 86 295                | 440         | 194                           | Карибське море, Підвітряні острови        |
| Багамські Острови            | архіпелаг                                     | шельфове                     | 392 000               | 13 878      | 23,27                         | Атлантичний океан, Багамські Острови      |
| Барбадос                     | один острів                                   | шельфове                     | 285 000               | 430         | 627                           | Карибське море, Навітряні острови         |
| Бахрейн                      | архіпелаг                                     | шельфове                     | 1 316 500             | 750         | 1 189,5                       | Перська затока                            |
| Бруней                       | частина острова                               | шельфове                     | 393 372               | 5 765       | 67,3                          | Морська Південно-Східна Азія              |
| Вануату                      | архіпелаг                                     | океанічне                    | 243 304               | 12 190      | 19,7                          | Тихий океан, Меланезія                    |
| Велика Британія              | один основний острів, частина другого острова | шельфове                     | 65 587 300            | 244 820     | 246                           | Атлантичний океан, Британські острови     |
| Східний Тимор                | частина острова                               | шельфове                     | 1 212 107             | 14 874      | 76,2                          | Морська Південно-Східна Азія              |
| Гаїті                        | частина острова                               | шельфовое                    | 9 700 000             | 27 750      | 350                           | Карибське море, Великі Антильські острови |
| Гренада                      | один основний острів                          | шельфове                     | 110 000               | 344         | 319,8                         | Карибське море, Навітряні острови         |
| Домініка                     | один основний острів                          | шельфове                     | 71 293                | 754         | 105                           | Карибське море, Малі Антильські острови   |
| Домініканська Республіка     | частина острова                               | шельфове                     | 10 652 000            | 48 442      | 208,2                         | Карибське море, Великі Антильські острови |
| Індонезія                    | архіпелаг                                     | шельфове (два різних шельфи) | 255 461 700           | 1 904 569   | 124,7                         | Морська Південно-Східна Азія              |
| Ірландія                     | частина острова                               | шельфове                     | 4 588 252             | 70 273      | 65,3                          | Атлантичний океан, Британські острови     |
| Ісландія                     | один основний острів                          | океанічне                    | 316 252               | 103 000     | 3,1                           | Атлантичний океан                         |
| Кабо-Верде                   | архіпелаг                                     | океанічне                    | 518 467               | 4 033       | 125,5                         | Макаронезія, Атлантичний океан            |
| Кіпр                         | частина острова                               | шельфове                     | 858 000               | 9 251       | 85                            | Середземне море                           |
| Кірибаті                     | архіпелаг                                     | океанічне                    | 98 000                | 811         | 135                           | Тихий океан, Мікронезія                   |
| Тайвань (Тайвань)            | один основний острів                          | шельфове                     | 23 550 077            | 36 188      | 633                           | Тихий океан, Східна Азія                  |
| Коморські Острови            | архіпелаг                                     | океанічне                    | 784 745               | 2 235       | 275                           | Коморські острови, Індійський океан       |
| Куба                         | один основний острів                          | шельфове                     | 11 245 629            | 109 238     | 102,3                         | Карибське море, Атлантичний океан         |
| Маврикій                     | архіпелаг                                     | океанічне                    | 1 244 663             | 2 040       | 610                           | Індійський океан, Африка                  |
| Мадагаскар                   | один основний острів                          | океанічне                    | 20 653 556            | 587 041     | 35,2                          | Індійський океан, Африка                  |
| Мальдіви                     | архіпелаг                                     | океанічне                    | 329 198               | 298         | 1 105                         | Лаккадівське море, Індійський океан       |
| Мальта                       | два основних острова                          | шельфове                     | 404 500               | 316         | 1 282                         | Середземне море                           |
| Маршаллові Острови           | архіпелаг                                     | океанічне                    | 62 000                | 181         | 342,5                         | Тихий океан, Мікронезія                   |
| Науру                        | один острів                                   | океанічне                    | 13 635                | 21          | 649                           | Тихий океан, Мікронезія                   |
| Ніуе                         | один острів                                   | океанічне                    | 1 269                 | 260         | 4,9                           | Тихий океан, Полінезія                    |
| Нова Зеландія                | два основних острови                          | шельфове                     | 4 691 194             | 268 680     | 17,4                          | Тихий океан, Полінезія                    |
| Острови Кука                 | архіпелаг                                     | океанічне                    | 10 777                | 236         | 45,7                          | Полінезія, Тихий океан                    |
| Палау                        | архіпелаг                                     | океанічне                    | 20 000                | 459         | 43,6                          | Тихий океан, Мікронезія                   |
| Папуа Нова Гвінея            | частина острова                               | шельфове                     | 6 732 000             | 462 840     | 14,5                          | Тихий океан, Меланезія                    |
| Самоа                        | архіпелаг                                     | океанічне                    | 179 000               | 2 831       | 63,2                          | Тихий океан, Полінезія                    |
| Сан-Томе і Принсіпі          | два основних острови                          | шельфове                     | 163 000               | 1 001       | 169,1                         | Атлантичний океан, Африка                 |
| Північний Кіпр               | частина острова                               | шельфове                     | 313 626               | 3 355       | 93                            | Середземне море                           |
| Сейшельські Острови          | архіпелаг                                     | океанічне                    | 87 500                | 455         | 192                           | Індійський океан, Африка                  |
| Сент-Вінсент і Гренадини     | архіпелаг                                     | шельфове                     | 120 000               | 389         | 307                           | Карибське море, Навітряні острови         |
| Сент-Кіттс і Невіс           | два основних острови                          | шельфове                     | 51 300                | 261         | 164                           | Карибське море, Підвітряні острови        |
| Сент-Люсія                   | один основний острів                          | шельфове                     | 173 765               | 616         | 298                           | Карибське море, Навітряні острови         |
| Сінгапур                     | один основний острів                          | шельфове                     | 5 469 700             | 718,3       | 7 615                         | Морська Південно-Східна Азія              |
| Соломонові Острови           | архіпелаг                                     | океанічне                    | 523 000               | 28 400      | 18,1                          | Тихий океан, Меланезія                    |
| Тонга                        | архіпелаг                                     | океанічне                    | 104 000               | 748         | 139                           | Тихий океан, Полінезія                    |
| Тринідад і Тобаго            | два основних острови                          | шельфове                     | 1 299 953             | 5 131       | 254,4                         | Карибське море, Південна Америка          |
| Тувалу                       | архіпелаг                                     | океанічне                    | 12 373                | 26          | 475,88                        | Тихий океан, Полінезія                    |
| Федеративні Штати Мікронезії | архіпелаг                                     | океанічне                    | 101 351               | 702         | 158,1                         | Тихий океан, Мікронезія                   |
| Фіджі                        | архіпелаг                                     | океанічне                    | 859 178               | 18 274      | 46,4                          | Тихий океан, Меланезія                    |
| Філіппіни                    | архіпелаг                                     | шельфове                     | 101 398 120           | 300 000     | 295                           | Морська Східно-Південна Азія              |
| Шрі-Ланка                    | один основний острів                          | шельфове                     | 20 277 597            | 65 610      | 314                           | Індійський океан                          |
| Ямайка                       | один основний острів                          | шельфове                     | 2 847 232             | 10 991      | 252                           | Карибське море, Великі Антильські острови |
| Японія                       | архіпелаг                                     | шельфове                     | 126 150 000           | 377 975     | 337                           | Тихий океан, Східна Азія                  |